# Seznam uměleckých realizací ve veřejném prostoru v Podolí (Praha)
Seznam uměleckých realizací v Podolí v Praze 4 obsahuje tvorbu výtvarných umělců umístěnou ve veřejném prostoru v katastrálním území Podolí. Seznam je řazen podle ulic a nemusí být úplný.

## Seznam uměleckých realizací
| Název                                                                               | Fotografie                                                                   | Lokace                                                      | Autor                                                                      | Rok       | Popis                               | Poznámka |
| ----------------------------------------------------------------------------------- | ---------------------------------------------------------------------------- | ----------------------------------------------------------- | -------------------------------------------------------------------------- | --------- | ----------------------------------- | --- |
| Abstraktní dekor brány                                                              |                                                                              | Na Hřebenech II 1132/4 50°3′3,24″ s. š., 14°25′34,11″ v. d. | neuveden                                                                   |           | mříž                                | Česká televize, vstup |
| Dívka s tamburínou                                                                  |                                                                              | Na Hřebenech II 1132/4 50°3′1,97″ s. š., 14°25′34,35″ v. d. | Břetislav Benda (1897–1983)                                                | 1976      | socha, bronz                        | Česká televize, atrium, původně v interiéru |
| Dvě hliníkové plastiky na pilířích budovy Československé televize na Kavčích horách | Kategorie „Emblém ČT (Jiří Novák)“ na Wikimedia Commons                      | Na Hřebenech II 1132/4 50°3′2,97″ s. š., 14°25′32,44″ v. d. | Jiří Novák (1922–2010) J. Novotný ml.                                      | 1983      | emblém, hliník                      | Česká televize, na pilířích před budovou |
| Opuštěná                                                                            |                                                                              | Na Hřebenech II 1132/4 50°3′2,53″ s. š., 14°25′35,2″ v. d.  | Břetislav Benda (1897–1983)                                                | 1980      | socha, mramor                       | Česká televize, atrium |
| Vodní nádrž v areálu budovy zpravodajství ČT (†)                                    |                                                                              | Na Hřebenech II 1132/4 50°3′1,57″ s. š., 14°25′21,84″ v. d. | Jiří Novák (1922–2010)                                                     | 1979      | fontána, kov                        | plastiky odstraněny |
| Sestry                                                                              | Kategorie „Sestry (Olbram Zoubek)“ na Wikimedia Commons                      | Na Hřebenech II 1132/4 50°3′4,82″ s. š., 14°25′41,01″ v. d. | Olbram Zoubek (1926–2017)                                                  | 1987      | socha, osinkocement                 | původně určeno pro schodiště Domu elegance, Na Příkopě 847/4, od roku 1997 umístěno v hlavním vchodu budovy OPC „Rohlík“ České televize                                              |
| Zrcadlení katedrály                                                                 | Kategorie „Zrcadlení katedrály (Vladimír Hirscher)“ na Wikimedia Commons     | Park Antonína Engela 50°3′21,13″ s. š., 14°25′9,86″ v. d.   | Vladimír Hirscher (* 1985)                                                 | 2024      | 3D graffiti                         | 28. srpna; odkazuje na nedalekou Podolskou vodárnu |
| Alegorie Vltavy a jejích přítoků                                                    | Kategorie „Statues on the Podolí Waterwork“ na Wikimedia Commons             | Podolská 15/17 50°3′22,15″ s. š., 14°25′11,04″ v. d.        | Josef Fojtík (1890–1966) Ladislav Novák (1908–1994) Zdeněk Vodička (*1931) | 1965      | 11 soch, pískovec                   | Podolská vodárna, jižní průčelí; znázorňují Vltavu a její přítoky Berounku, Blanici (přítok Otavy), Blanici (přítok Sázavy), Lužnici, Malši, Nežárku, Otavu, Sázavu, Vydru a Želivku |
| Plavec                                                                              | Kategorie „Plavec (Miloslav Chlupáč)“ na Wikimedia Commons                   | Podolská 43/74 50°3′5,9″ s. š., 14°25′1,72″ v. d.           | Miloslav Chlupáč (1920–2008)                                               | 1964–1965 | reliéf, keramika, alit              | Plavecký stadion Podolí |
| Plastika - skluzavka na plaveckém stadionu v Podolí (†)                             |                                                                              | Podolská 43/74 50°3′4,34″ s. š., 14°25′6,49″ v. d.          | František Pacík (1927–1975) Richard Ferdinand Podzemný (1907–1987)         | 1964      | herní prvek, železobeton            | Plavecký stadion Podolí |
| Slunce                                                                              | Kategorie „Slunce (Vladimír Janoušek)“ na Wikimedia Commons                  | Podolská 43/74 50°3′3,66″ s. š., 14°25′2,85″ v. d.          | Vladimír Janoušek (1922–1986)                                              | 1964–1965 | socha, bronz                        | Plavecký stadion Podolí |
| Domovní znamení (5)                                                                 | Kategorie „Domovní znamení (Kletvík Jindřich a Otilie)“ na Wikimedia Commons | Podolská 1045/64 50°2′59,71″ s. š., 14°24′58,55″ v. d.      | Jindřich Kletvík (*1938) Otilie Kletvíková (*1940)                         | 1986      | domovní znamení, glazovaná keramika | označení A-E u vchodů a na květináčích, čp. 1045/64, 1046/62, 1047/60, 1048/58 a 1049/56                                                                                             |